# Solør

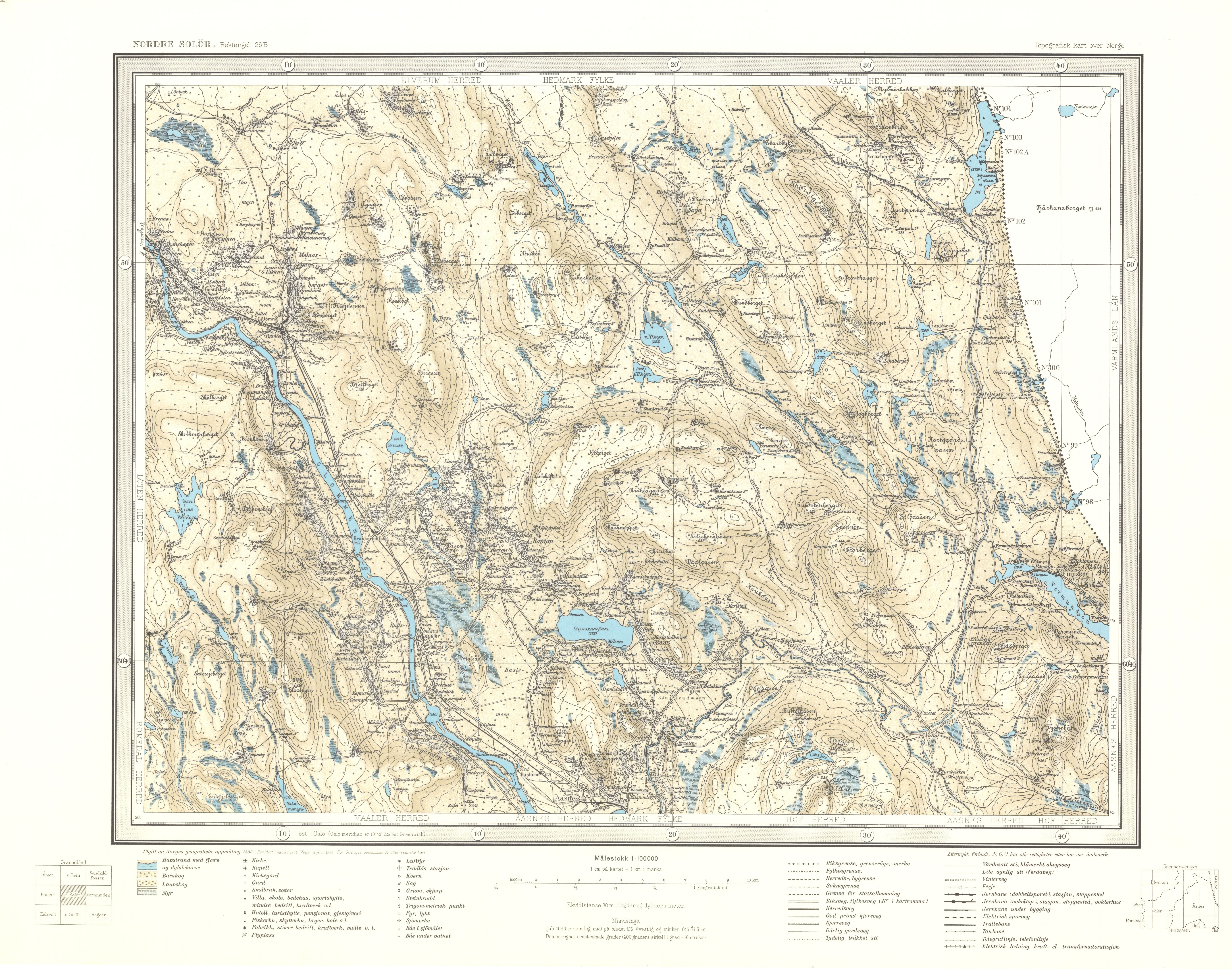
Mappa del Solør settentrionale, 1958

Solør è un distretto o regione storica (norvegese: landskap) della contea di Innlandet, in Norvegia. Situato nella valle di Glåmdalen, comprende la parrocchia di Brandval (Kongsvinger) e i comuni di Grue, Åsnes e Våler, e in passato anche Vinger ed Eidskog. Gli abitanti del distretto sono chiamanti solunger. Qui si parla un dialetto proprio, il solung.

## Storia
L'interpretazione più accreditata è che Solør derivi dal norvegese antico Soløyjar, dove sol significa "brughiera" o "torbiera", mentre øy "zona piatta lungo un fiume" o piuttosto "isola". In età vichinga Solør era un regno minore, in seguito conquistato da Harald Bellachioma.

## Geografia
L'area è caratterizzate da ampie foreste a ovest del Glomma e ad est, fino al confine con la Svezia, dove si trovano molte cave di ghiaia. Lungo il fiume vi sono molte zone coltivate.